# ماري روس

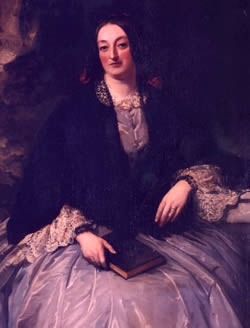
ماري كونيسة روس

ماري روسّ، كونيسة روسّ (ماري فيلد) (1813-1885)، عالمة فلك بريطانية ومن روّاد التصوير. كان إحدى أول من مارس صنع الصور السلبية من الورق المشمّع.

## حياتها
ولدت ماري فيلد في بريطانيا عام 1813، في يوركشاير، ابنةً لجون ويلمير فيلد، مالك عقارات ثريّ.
التقت بويليام بارسونز عن طريق عائلتها، وتزوجا عام 1836.
في بدايات عقد 1840، أصبح الزوجان مهتمّان بعلم الفلك، ساعدت ماري زوجها على بناء تليسكوبٍ عملاق، كان يُعتبر أعجوبة فنية في ذلك الوقت. كانت ماري حدّادةً ماهرة، وهذا لم يكن أمراً اعتيادياً للنساء من الطبقة العليا في ذلك الوقت- فقد أنجزت بنفسها أعمال الحدادة التي استخدمت في بناء التلسكوب.
أثناء مجاعة أيرلندا الكبرى في الفترة 1845-1847 في أيرلندا، كانت مسؤولةً عن الحفاظ على حياة أكثر من خمسمائة رجل كانوا يعملون في محيط قلعة بير، حيث كانت وزوجها يعيشان
ولدت كونيسة روس أحد عشر ولداً، عاش منهم أربعة فقط حتى بلغوا سن البلوغ:
- لورنس بارسونز (إيرل روس الرابع) (17 تشرين الثاني\نوفمبر 1840 – 30 آب\أغسطس 1908)
- ريفيريند راندال بارسونز (26 نيسان\أبريل 1848 – 15 تشرين الثاني\نوفمبر 1936)
- ريتشارد كلير بارسونز (21 شباط\فبراير 1851 – 26 كانون الثاني\يناير 1923)، اشتهر لبنائه السكك الحديدية في أمريكا الجنوبية.
- السير تشارلز ألجرنون بارسونز (13 حزيران\يونيو 1854 – 11 شباط\فبراير 1931)، اشتهر لتطويره العنفة البخارية للاستخدامات التجارية.

توفيت ماري كونيسة روس عام 1885.

## التصوير
عام 1842، بدأ ويليام بارسونز تجربة تصوير داجيرية، وقد يكون تعلّم بعض فنون التصوير من ويليام فوكس تالبوت. عام 1854 كتب اللورد روسّ لتالبوت يخطره أن الليدي روسّ بدأت بالتصوير للتو، وأرسل إليه أمثلة من عملها. كان ردّ تالبوت أن بعض من الصور التي التقطتها للتلسكوب قد تكون مرغوبة فقط. أصبحت الليدي روس عضوة في جميعة دبلن للتصوير، وفي عام 1859 استلمت ميدالية فضية عن «أفضل نيغاتيف ورقي» من جمعية التصوير الأيرلندية. حفظت العديد من أعمالها في التصوير الفوتوغرافي في أرشيف قلعة بير. تغيّرت الكثير من تضاريس قلعة بير بعض الشيء، وقد كانت الليدي ماري قد صورتها، ومن السهل مقارنة العديد من الصور بالموقع الفعلي.